# Подільська міська територіальна громада
Подільська міська територіальна громада — територіальна громада в Україні, у Подільському районі Одеської області. Адміністративний центр — м. Подільськ
Утворена 17 липня 2020 року, в ході адміністративно-територіальної реформи 2015—2020 років. Населення громади складає 43 567 осіб.

## Склад громади
До громади входить місто Подільськ та 3 села:
- Казбеки;
- Липецьке;
- Олександрівка.